# Attentat du 23 juin 2018 à Bulawayo
L'attentat du 23 juin 2018 à Bulawayo est survenu le 23 juin 2018 lorsqu'une grenade a explosé au White City Stadium de Bulawayo, au Zimbabwe. L'explosion s'est produite lors d'un rassemblement électoral du ZANU-PF, juste après que le président Emmerson Mnangagwa ait fini de prononcer son discours. L'attentat a été décrit comme une tentative d'assassinat contre Mnangagwa, qui n'a pas été blessé,. L'attentat a fait au moins 49 blessés, dont les vice-présidents Constantino Chiwenga et Kembo Mohadi, et d'autres hauts fonctionnaires du gouvernement,. Deux agents de sécurité sont morts plus tard des suites de leurs blessures,.
L'attentat a été largement condamné au Zimbabwe et à l'étranger par des hommes politiques du ZANU-PF et des partis d'opposition, ainsi que par d'autres personnalités publiques. Dans une interview accordée à la BBC plusieurs jours après l'explosion, Mnangagwa a imputé l'attaque à la faction G40 (en) de l'ancienne Première Dame Grace Mugabe au sein du ZANU-PF, sans toutefois blâmer directement Mugabe. Le 27 juin 2018, les Forces de défense du Zimbabwe ont déclaré avoir arrêté un individu le jour de l'attaque. Deux autres suspects ont ensuite été arrêtés, mais relâchés sans inculpation.